# Fresh Meadows (Queens)

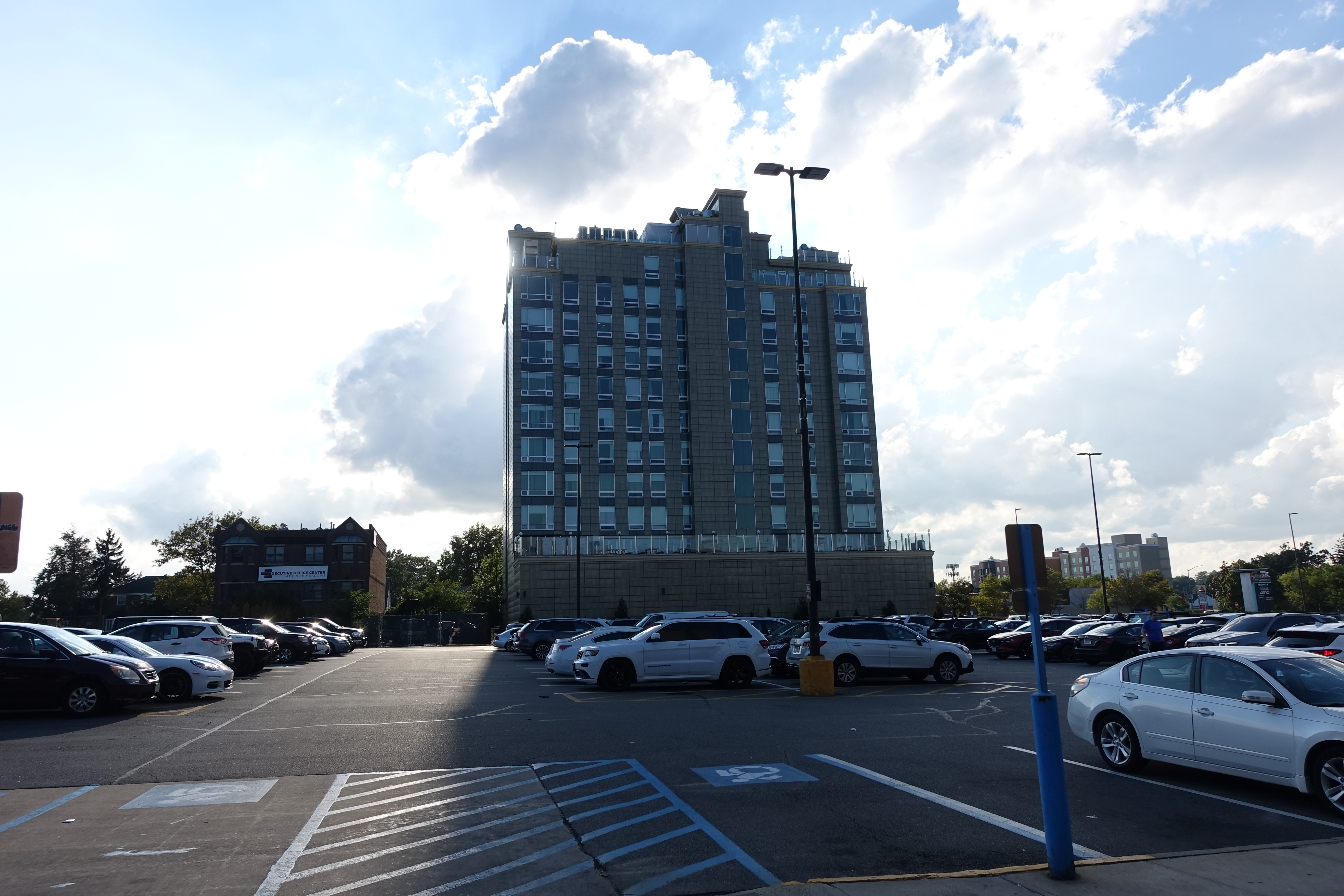
Blick nach Westen über den Parkplatz zum Wyndham Garden Fresh Meadows Flushing Hotel in der westlichen Hälfte des Fresh Meadows Place Shopping Center an der 188th Street und 64th Avenue in Fresh Meadows, Queens.

Fresh Meadows ist ein Stadtviertel im zentralen Osten des Stadtbezirks Queens, New York City.

## Lage
Das Viertel liegt südlich von Flushing, westlich von Oakland Gardens und nördlich von Jamaica Estates. Die wichtigsten Verkehrsachsen sind der Horace Harding Expressway (Long Island Expressway), Utopia Parkway und 188th Street.

## Geschichte
Die Geschichte von Fresh Meadows reicht bis in die Zeit vor der Amerikanischen Revolution zurück. Das Gebiet war ursprünglich Teil von Flushing und bestand aus fruchtbaren Feuchtwiesen, die von Süßwasserquellen gespeist wurden – daher der Name Fresh Meadows (deutsch: frische Wiesen). Während der Revolution marschierten britische Truppen durch das Gebiet, und General Benedict Arnold lagerte mit seinen Soldaten auf lokalen Farmen. Im 19. Jahrhundert entstand die kleine Siedlung „Black Stump“, deren Schule bis 1941 bestand.
Im frühen 20. Jahrhundert wurde Fresh Meadows durch den Bau des Fresh Meadow Golf Course bekannt, der 1923 eröffnet wurde und Austragungsort bedeutender Golfturniere wie der PGA Championship 1930 und der U.S. Open 1932 war. 1946 kaufte die New York Life Insurance Company das Gelände, um dringend benötigten Wohnraum für Veteranen nach dem Zweiten Weltkrieg zu schaffen. Das Fresh Meadows Housing Development, 1947 eröffnet, galt als Vorzeigeprojekt des modernen Städtebaus und wurde vom Architekturkritiker Lewis Mumford als „das vielleicht positivste Beispiel großflächiger Stadtplanung in den USA“ gelobt.
Die Wohnanlage war eine der ersten in den USA, die auf den Autoverkehr ausgerichtet war, und bot neben Wohnungen auch ein Einkaufszentrum, Theater und Schulen. Bis 1962 lebten rund 11.000 Menschen im Fresh Meadows Housing Development.

## Demografie
Demografisch ist Fresh Meadows heute ein vielfältiges, überwiegend von Familien bewohntes Viertel mit einer Mischung aus Apartmenthäusern und Einfamilienhäusern. Das Viertel ist multikulturell geprägt, mit bedeutenden jüdischen, asiatischen und osteuropäischen Gemeinschaften. Die Einwohnerzahl schwankt je nach Abgrenzung, liegt aber im Bereich von etwa 15.000 bis 30.000.

## Berühmte Persönlichkeiten
Zu den berühmten Persönlichkeiten, die in Fresh Meadows lebten, zählen der Schauspieler Paul Newman, der auf der 64th Avenue wohnte, und die Schauspielerin Natalie Wood.